# قضاء شط العرب
قضاء شط العرب هو قضاء في محافظة البصرة في الصَوب الشرقي لنهر شط العرب، الذي هو ناتج عن التقاء نهري دجلة والفرات، ويبلغ عدد السكان فيه أكثر من (250 ألف نسمة) حسب تقدير سنة 2014م، ويمتد شط العرب من قضاء القرنة إلى الحدود العراقية الإيرانية، ويحتوي على منفذ الشلامجة الحدودي مع إيران
ويضم قضاء شط العرب الموقع السابق لمجمع جامعة البصرة.وتطل على قضاء شط العرب اثنا عشرة جزيرة تقع في مياه نهر شط العرب وهي جزر كانت سابقا مزارع لزراعة الرز وبساتين نخيل وأشجار مثمره. وهذه الجزر هي :
(( المحمودية، أم الخصاصيف، أم الجبابي، أم الرصاص، الزيادية، الفداغية، العين، الصالحية، العقيراوية أو العجيراويه، الطويله، القليصاوية، المحلة )).

## مقاطعات مركز قضاء شط العرب
| المقاطعة ورقمها        | مساحتها | سكانها |
| 12 التنومة             |         |        |
| 13 كردلان              |         |        |
| 14 نهر حسن             |         |        |
| 15 الكباسي الكبير      |         |        |
| 16 الكباسي الصغير      |         |        |
| 16 الجزيرة الأولى      |         |        |
| 18 الجزيرة الثانية     |         |        |
| 19 الجزيرة الثالثة     |         |        |
| 20 الجزيرة الرابعة     |         |        |
| 21 الحوطة              |         |        |
| 22 باب جليع            |         |        |
| 23 كتيبان              |         |        |
| 24 الزريجي             |         |        |
| 25 أراضي الزريجي       |         |        |
| 26 الصبخ والبور        |         |        |
| 28 أراضي مزارع البيبان |         |        |
| 29 أراضي مزارع باب زيد |         |        |
| 30 أراضي مزارع كتيبان  |         |        |

## النواحي
- ناحية التنومة
- ناحية الفيحاء
- ناحية النشوة
- ناحية الكباسي
- ناحية عتبة

## المدن
و أشهر مدن قضاء شط العرب هي:
- التنومة
- الفيحاء
- الكباسي
- الصالحية
- ناحية النشوة